# Aleksander (Agrikow)
Aleksander, imię świeckie Wasilij Agrikow (ur. 13 maja 1953 w obwodzie astrachańskim) – rosyjski biskup prawosławny. 

## Życiorys
Jest synem kapłana prawosławnego. Po uzyskaniu dyplomu szkoły średniej ukończył w Moskwie szkołę medyczną. 2 czerwca 1974 metropolita jarosławski i rostowski Jan wyświęcił go na diakona, zaś 5 czerwca na kapłana i powierzył mu zadania proboszcza parafii Narodzenia Pańskiego w Masalskim. W latach 1974–1976 ks. Wasilij Agrikow odbywał służbę wojskową.
W lutym 1977 powrócił do pełnienia obowiązków duszpasterskich jako kapłan eparchii moskiewskiej. 6 grudnia 1980 złożył wieczyste śluby zakonne przed metropolitą krutickim i kołomieńskim Juwenaliuszem (Pojarkowem). Jako hieromnich służył kolejno w parafiach św. Mikołaja w Puszkinie, św. Mikołaja w Łosino-Pietrowsku, Zaśnięcia Matki Bożej w Szubinie, Narodzenia Matki Bożej w Obrazcowie, św. Włodzimierza w Mytiszczach. Od 31 października 1994 został dodatkowo dziekanem dekanatu mytiszczyńskiego. 9 marca 1987 otrzymał godność igumena, zaś 12 czerwca 2001 – archimandryty. W trybie zaocznym ukończył seminarium duchowne i Akademię Duchowną w Moskwie.
2 września 2001 w soborze Chrystusa Zbawiciela w Moskwie miała miejsce jego uroczysta chirotonia na biskupa pomocniczego eparchii moskiewskiej z tytułem biskupa dmitrowskiego. Jako konsekratorzy wzięli w niej udział patriarcha moskiewski i całej Rusi Aleksy II, metropolici kruticki i kołomieński Juwenaliusz, sołnecznogorski Sergiusz, kiszyniowski i całej Mołdawii Włodzimierz, wołokołamski i juriewski Pitirim, arcybiskupi filadelfijski i Zachodniej Pensylwanii Herman (Kościół Prawosławny w Ameryce), kałuski i borowski Klemens, pskowski i wielkołucki Euzebiusz, możajski Grzegorz, istriński Arseniusz, tobolski i tiumeński Dymitr, biełgorodzki i starooskolski Jan oraz biskupi ottawski i całej Kanady Serafin (Kościół Prawosławny w Ameryce), władywostocki i nadmorski Beniamin oraz oriechowo-zujewski Aleksy.
Pełnił funkcję proboszcza parafii św. Eliasza w Czerkizowie. Był również odpowiedzialny za parafie położone we wschodnim okręgu administracyjnym Moskwy.
28 grudnia 2011 Święty Synod Rosyjskiego Kościoła Prawosławnego przeniósł go na katedrę briańską. W 2013 otrzymał godność metropolity.